# Энонтекиё (аэропорт)
Аэропорт Энонтекиё (фин. Enontekiön lentoasema) (ИАТА: ENF, ИКАО: EFET) расположен в Энонтекиё, Финляндия, в 9 км к западу-юго-западу от Хетта, центра муниципалитета Энонтекиё.
Используется главным образом для чартерных рейсов, пассажиры которых составляют свыше 95 % общего пассажиропотока. Регулярные рейсы в Энонтекиё бывают только весной. Flybe Nordic летает из Хельсинки-Вантаа с марта по май, используя самолёты ATR 72-500. В 2009 г. регулярные рейсы совершались каждую субботу с 14-го февраля до 9-го мая
В августе 2009 г. Finavia сообщила, что аэропорт может быть переименованы в Энонтекиё-Каутокейно Саами Аэропорт.

## Статистика
| Год  | Внутренние линии | Международные линии | Всего  | Изменение |
| ---- | ---------------- | ------------------- | ------ | --------- |
| 2005 | 669              | 13,028              | 13,697 | −14.8 % ▼ |
| 2006 | 545              | 16,868              | 17,413 | +27.1 % ▲ |
| 2007 | 856              | 24,230              | 25,086 | +44.1 % ▲ |
| 2008 | 772              | 20,473              | 21,245 | −15.3 % ▼ |
| 2009 | 814              | 16,869              | 17,683 | −16.8 % ▼ |
| 2010 | 848              | 15,175              | 16,023 | −9.4 % ▼  |